# 噪声的颜色
噪声虽作为一个随机信号，仍然具有统计学上的特征属性。功率谱密度（功率的频谱分布）即是噪声的特征之一，从而人们可以通过它来区分不同类型的噪声。在一些噪声扮演着重要角色的研究领域中（例如声学、电子工程和物理），这种噪声分类方法通常会给予不同的功率谱密度一个不同的“色彩”称谓，也就是说不同种类的噪声会被命名为不同的颜色。但是在不同的专业领域间，或许会有不同的术语称谓。

## 幂律噪声
在噪声的颜色分类中，很多定义都假设了噪声信号在全频域都有分布，并且在单位频域内的谱密度正比于{\displaystyle 1/f^{\beta }\,}，因此它们都属于幂律噪声（Power-law noise）。例如白噪声的谱密度函数是平坦的，它具有{\displaystyle \beta =0\,}，而闪烁噪声或粉红噪声{\displaystyle \beta =1\,}，红噪声{\displaystyle \beta =2\,}。

## 技术性定义
噪声的颜色分类来自于将频域中的噪声谱密度函数和频域中的光波信号做形式上的类比，也就是说，如果一束光波在频域内具有和蓝噪声相同的谱密度图样，则这束光波看上去将呈现蓝色，以此类推。

### 白噪声

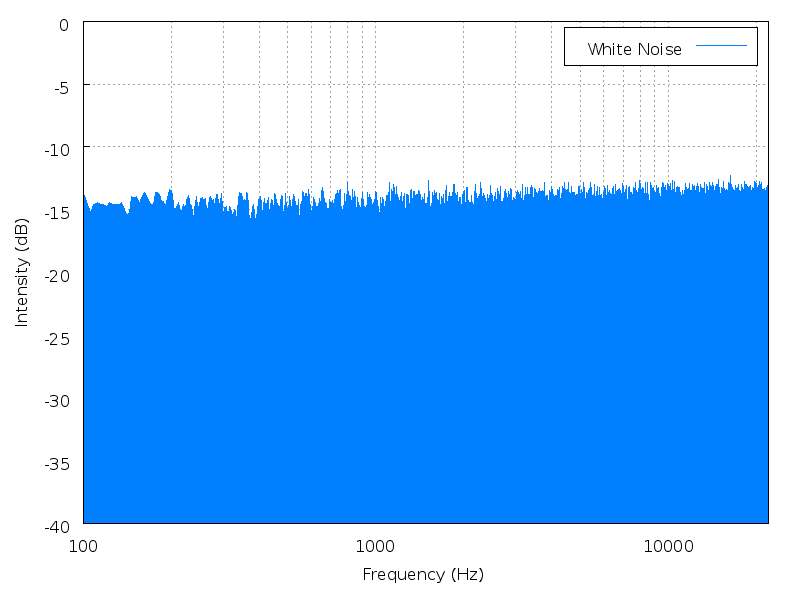
白噪声的频谱

白噪声的名称来自白光，表示在全频域内单位频域下都分布有相同的能量密度，在线性空间内它具有平坦的频谱。
换句话说，一定频域内的白噪声在其中任意给定的带宽内都具有相等的功率（功率谱密度的定义）。例如在40赫兹至60赫兹频域内的白噪声具有和4000赫兹至4020赫兹频域内相同的功率。
需要注意的是，具有无限长带宽的白噪声只是一个理论上的概念，因为在任意频率上都存在相等的功率会导致最终的噪声总功率为无穷大。在实际应用中的白噪声是指在某一特定频域内的谱密度函数是平坦的噪声。

### 粉红噪声

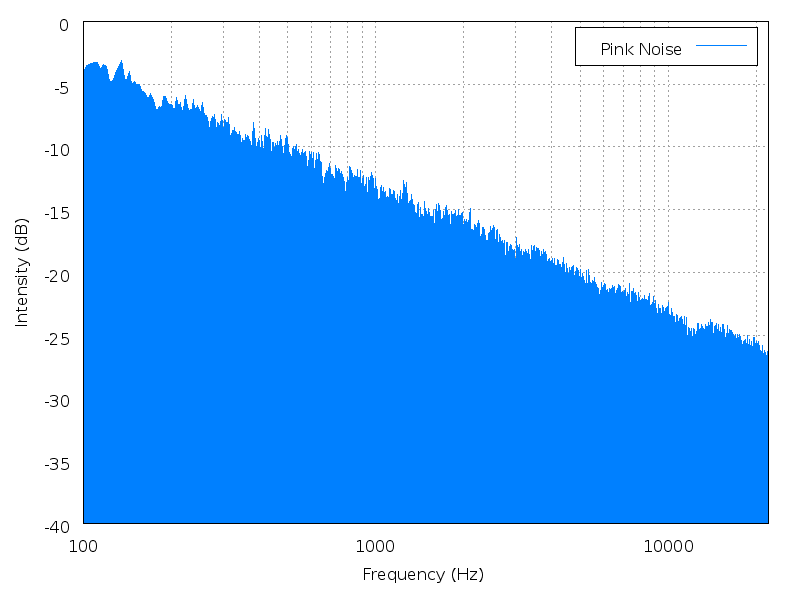
粉红噪声的频谱

粉红噪声又称作1/f噪声，它的频谱在对数空间内是平坦的，也就是说在等比例宽度的频带内具有相等的功率。 例如在40赫兹至60赫兹的区间内，粉红噪声具有和它在4千赫兹至6千赫兹频带内相等的功率。由于人类对声音的听觉与声波频率的比例有关：在成比例的频率区间内人类听力所感受到的能量是一样的，而与频率的绝对高低无关（在距离和持续时间相同的情形下，40-60赫兹与4000-6000赫兹对人类听觉来说没有差别。）；如此在所有双倍的频率区间内人类听觉都感受到相同的能量，从而在电声工程中粉红噪声经常被用作一种参考信号，这样人类的听觉系统在所有的频率上所接收到的声音幅度都是近似相等的。粉红噪声和白噪声在频谱上的区别是，频率提高为2倍时，它的谱密度都会降低3dB。基于这个原因，粉红噪声的谱密度是随频率增加而呈1/f衰减的，因而经常被称作1/f噪声。

由于在对数坐标下的频带在频谱的低频端（直流）和高频端都可以有无限多个，任何具有有限能量的频谱在低频段和高频端所具有的能量都不能高于粉红噪声。粉红噪声是仅此一种具有这种性质的幂律噪声，因为比它更陡的幂律噪声在低频端经过积分后功率将变为无穷大，而比它更平坦的幂律噪声在高频端经过积分后功率也将变为无穷大。

### 红噪声

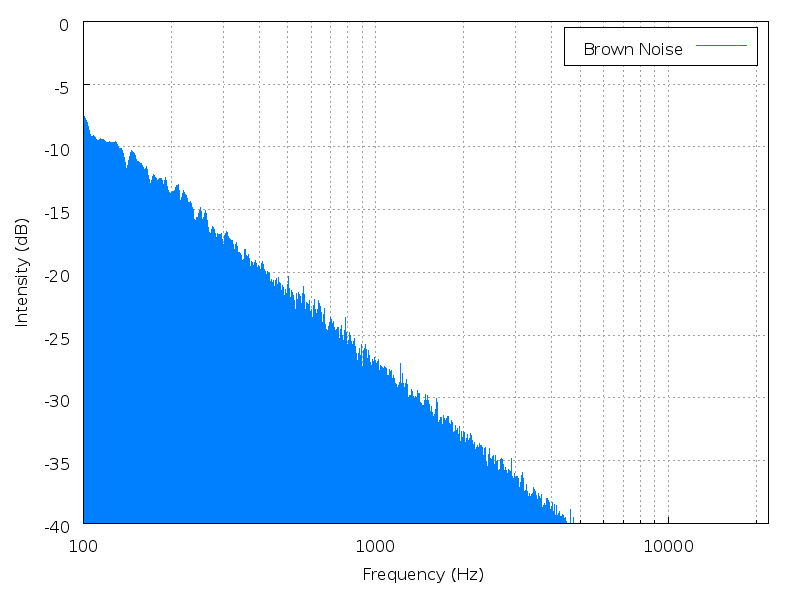
红噪声的频谱

红噪声又称作布朗噪声，它与粉红噪声类似，但当频率提高为2倍时，它的谱密度都会降低6dB，也就是说红噪声的谱密度是随频率增加而呈{\displaystyle 1/f^{2}\,}衰减的。需要注意这种噪声的频域不能包括直流（即频率为零），否则经过积分后得到的功率将为无穷大。这种噪声也可以通过对布朗运动进行算法后得到，因此它在英文中虽然有时被称作，在这里是布朗运动（Brownian motion）的简称，而不应理解为“棕”这种颜色。用颜色表示时它被称作红噪声，这是因为{\displaystyle 1/f\,}介于{\displaystyle 1/f^{2}\,}和{\displaystyle 1/f^{0}\,}（平坦）之间，而粉红则介于红色与白色之间。它有时也被称作“随机行走”噪声或“醉汉行走”噪声。

### 蓝噪声

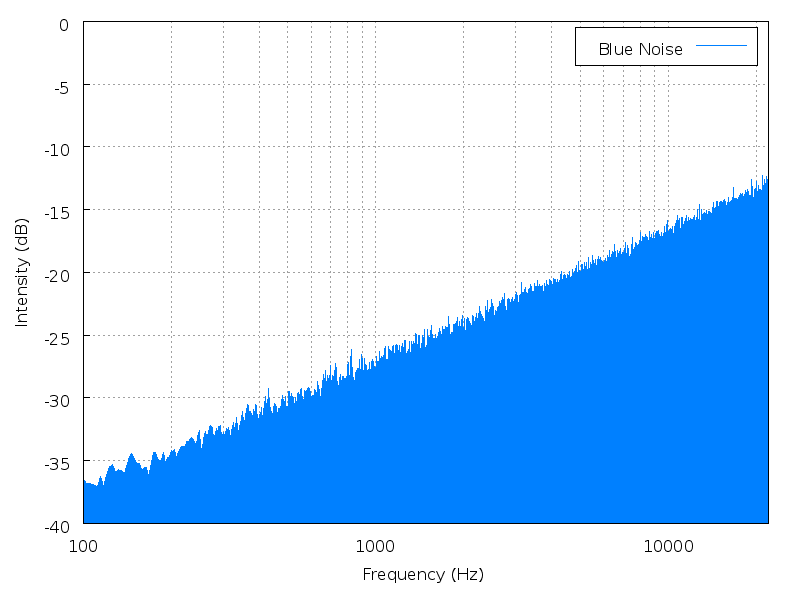
蓝噪声的频谱

蓝噪声又称作天蓝噪声，它随着频率提高2倍谱密度提高3dB，从而频谱与{\displaystyle f\,}成正比（在有限带宽内）。在计算机图形学中，蓝噪声这一概念有时还泛指任何具有最小的低频分量并且频谱中没有明显峰值出现的噪声。蓝噪声在对图像进行抖动处理中很有用；而也正是这一原因，视网膜细胞的排列方式也呈现出蓝噪声的特征。

### 紫噪声

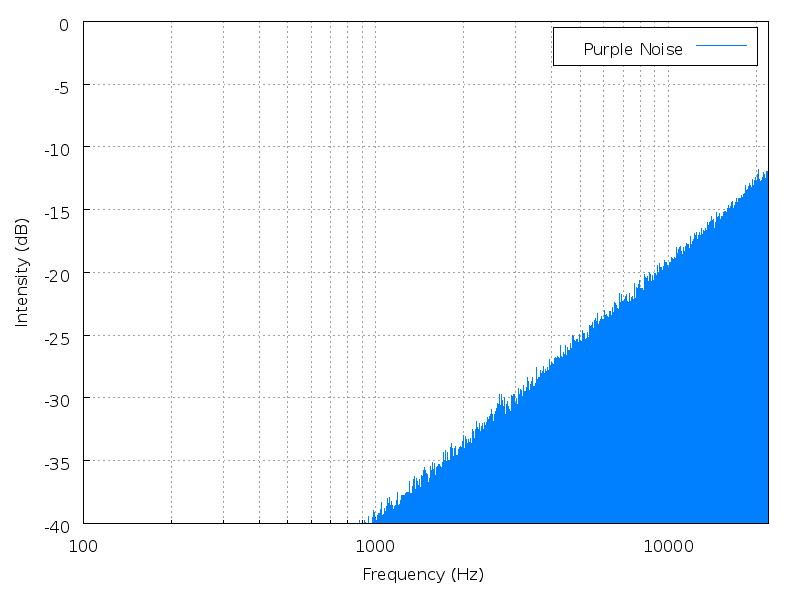
紫噪声的频谱

紫噪声随着频率提高2倍谱密度提高6dB，从而频谱与{\displaystyle f^{2}\,}成正比（在有限带宽内）。

### 灰噪声

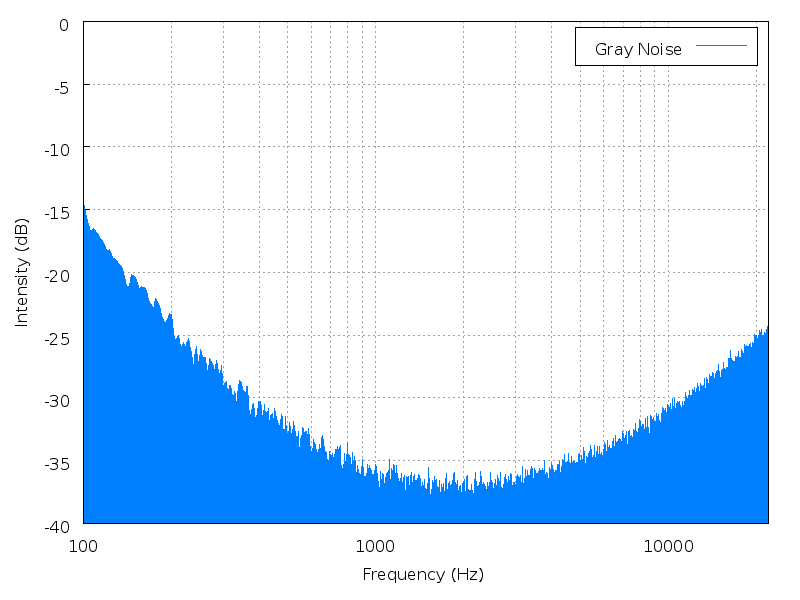
灰噪声的频谱

灰噪声是在某一特定频率范围内遵循音质等响度曲线变化的随机粉红噪声，这种噪声能够使人类听觉系统在全频率上感受到同样的响度。这一点和粉红噪声存在区别：粉红噪声在对数尺度下的频带内具有相等的能量，但人耳对此在不同频率下感觉到的响度是不一样的，这是受到人类听觉等响度曲线的影响。